# Martin Berger (Mediziner)
Martin Berger (* um 1483 in Wittenberg; † vor 31. Oktober 1529 ebenda) war ein deutscher Mediziner.

## Leben
Martin Berger ließ sich 1502 im Stiftungssemester (dem ersten Semester) der heimatlichen Hochschule an dieser als Student immatrikulieren, erwarb  im Winterhalbjahr 1503/4 den Grad eines Bakkalars und am 10. Februar 1506 den eines Magisters der sieben freien Künste. Als Fachstudium wählte er die Arzneikunde und promovierte am 13. September 1518 in Wittenberg zum Doktor der Medizin. In den darauf folgenden Wochen, jedoch vor dem 18. Oktober, wurde er in den Senat der medizinischen Fakultät aufgenommen. Im Sommersemester 1526 stand er als Dekan an der Spitze der Fakultät. In dieser Eigenschaft war er am 19. Juli 1526 an der Kopfanatomie des Augustin Schurff zugegen.
Der Wittenberger Stadtsohn nahm seit 1513 an der Leitung des Gemeinwesens seiner Heimat teil. Er gehörte dem regierenden Rat in den Jahren 1513/14, 1515/16, 1524/25 und 1527/28 an und war davon die letzten beiden Male Stadtkämmerer. Auch war er Mitglied und 1512/13 Schützenmeister der Bruderschaft St. Sebastian. Über Bergers Tätigkeit auf dem medizinischen Lehrstuhl hat sich im Laufe der Zeit nichts erhalten, vermutlich auch, da er frühzeitig starb. Er war verheiratet und hinterließ eine kinderlose Witwe Katharina (beerdigt 19. März 1538). Testamentarisch hinterließ diese ein Stipendium von 500 Gulden, dessen Zinsen ein Theologiestudent erhalten sollte.
Berger besaß mehrere Häuser. Das in der Brüderstraße zwischen Benedikt Paulis und des Tischlers Nikolaus (Walckemüller?) Häusern gelegene verkauften die Eheleute Berger dem Wolfgang Kreys. Nach dessen Tod ging es an Michael Moller über und es fand seine Auflassung am 19. Februar 1535 statt. Als die Magdeburger Dominikaner ihr ebenfalls in der Brüderstraße gelegenes Anwesen, das den in Wittenberg studierenden Predigermönchen als Wohnung gedient hatte, veräußerten, erstand es Berger und erhielt dessen Auflassung am 27. Juni 1527. Den Wert dieses seines Besitztums veranschlagte Berger 1528 auf 87 Schock 30 Gr. Daneben besaß er im gleichen Jahr noch ein Feldstück im Wert von 7 Schock Gr.